# Adolphe Gesché
Adolphe Gesché (Bruselas, 25 de octubre de 1928 - 30 de noviembre de 2003) fue un sacerdote y teólogo belga, profesor en la Facultad de teología de la Universidad Católica de Lovaina. 

## Biografía
Nacido el 25 de octubre de 1928 en Uccle (Bruselas, Bélgica), en el seno de una familia burguesa y cosmopolita. Durante su juventud, estudió humanidades en el Colegio San Pedro de Uccle. Luego, inició sus estudios universitarios, obteniendo las candidaturas en Filosofía y Letras en la Facultad San Luis de Bruselas. Así, en 1952 obtuvo el grado académico de licenciado en Filosofía y Letras en la Universidad Católica de Lovaina, con una investigación intitulada La technique et l'organisation des transmissions militaires à l'époque de Polybe.
En 1951 ingresaba en el Seminario de Malinas (Mechelen) y luego de una reflexionada ponderación sería ordenado sacerdote en 1955. En el año siguiente fue nombrado capellán militar y en los años 1959-1960 sirvió como vicario en la Parroquia de Santa Susana en Schaerbeek (Bruselas). Gesché continuó sus estudios universitarios obteniendo, en el año 1957, la licenciatura en teología por la Universidad Católica de Lovaina, con una investigación acerca de Dídimo de Alejandría (313-398), cuyo título fue Recherches récentes sur l’oeuvre dogmatique de Didyme d’Alexandrie.
En 1958, Gesché obtuvo el grado académico de Doctor en teología por la misma Universidad Católica de Lovaina, en esta ocasión con una tesis sobresaliente intitulada Le «Commentaire sur les Psaumes découvert à Toura». Étude documentaire et littéraire. En este estudio es notable su habilidad como patrólogo y filólogo, particularmente en virtud del análisis de los manuscritos originales de un comentario a los salmos. Posteriormente, él se dedicó a investigar sobre la cristología de esos mismos manuscritos a fin de obtener el grado eclesiástico de Maestro en Teología, precisamente con estudio intitulado La christologie du «Commentaire sur les Psaumes découvert à Toura». Así, en 1962 obtuvo esta maestría para enseñar teología. Ahora, reconocido por la excelencia de sus investigaciones, Gesché fue llamado a colaborar con la edición crítica del comentario de Dídimo en la colección Papyrologische Texte und Abhandlungen.
En los años siguientes, de 1962 a 1969, se dedicó a la enseñanza de la teología moral en el Seminario Mayor de Malinas, mientras impartía cursos de teología dogmática especial (su saber predilecto) en la misma facultad teológica lovaniense que lo vio crecer como teólogo. Pronto, en 1966 fue nombrado profesor extraordinario y en 1969 profesor ordinario en aquel reconocido centro universitario.
Así, pues, consagrado a la teología, desde 1987 creó y organizó en la Facultad de Teología de la Universidad Católica de Lovaina (Lovaina-la-Nueva), los llamados "Coloquios Gesché", los cuales se efectúan cada dos años. En cuanto teólogo tuvo la oportunidad de presidir la Sociedad Teológica de Lovaina, además de colaborar con la Asociación Europea de Teología Católica desde su fundación en 1989. Asimismo, desde 1992, reconocido ya como eminente teólogo, Gesché fue miembro de la Comisión Teológica Internacional, por dos quinquenios. Fue miembro de la dirección de la Revue théologique de Louvain, desde su fundación en 1970.
En la Facultad de Teología de la Universidad Católica de Lovaina, Gesché tuvo la oportunidad de desarrollar su pensamiento y reflexión teológica. Allí, para diversas ocasiones, elaboró una variedad de textos cuya gran coherencia interna permitió reunirlos siete volúmenes, una obra teológica de gran madurez que él sugerentemente intituló Dios para pensar. Los volúmenes tienen por título: El mal; El hombre; Dios; El cosmos; El destino; Jesucristo; El sentido.
Durante años formó un fichero personal, polícromo e interdisciplinar, con pensamientos y citas de los más variados temas, los cuales abarcan cerca de cincuenta mil fichas organizadas por criterios cronológicos y temáticos; estos se conservan hoy en la Facultad de Teología de Lovaina-la-Nueva. Paralelamente a su pensamiento teológico articulado en la serie Dios para pensar, Gesché escribió dos volúmenes más de otra serie intitulada Pensamientos para pensar, una obra que sería editada posteriormente en forma póstuma. En estos dos textos se recogen, como fragmentos, pensamientos cortos, reflexiones y citas. Lamentablemente, la colección quedó truncada por la muerte del autor.
En 1997 fue nombrado “Grand Officier de l'Ordre de la Couronne”; en 1993 recibió el Premio de la fundación Cardenal Mercier; seguidamente en 1996 fue elegido "Miembro correspondiente de la Sección de Ciencias morales y políticas" de la Academia Real de Ciencias, Letras y Bellas Artes de Bélgica, pasando a ser miembro de número desde 2002; en 1998 fue premiado con el "Gran Premio de Escritores Cristianos" por el conjunto de su obra; el mismo año se le concede el "Gran Premio de Filosofía" de la Academia Francesa. 
En 1995 se jubiló después de una larga carrera académica y docente. Fue así que desarrolló un intenso trabajo escribiendo libros, artículos y organizando los "Coloquios Gesché".
Falleció el 30 de noviembre de 2003 en un hospital de Lovaina-la-Nueva, donde pocos días antes de morir le dijo a su familia: "Mi pasión fue Dios. Yo no tengo otra palabra para decirlo".